# Liga dos Campeões da CAF de 1989
Foi a 25ª edição da competição anual de clubes internacionais de futebol realizada na região da CAF (África). Raja Casablanca, de Marrocos, venceu a final e tornou-se pela primeira vez campeã dá Africa.[carece de fontes?]

## Clubes classificadas
| Pais                           | Equipe                                                                   |
| ------------------------------ | ------------------------------------------------------------------------ |
| Angola                         | - Petro de Luanda                                                        |
| Argélia                        | - ES Sétif : atual campeão da Liga dos Campeões da CAF de 1988 - MC Oran |
| Botswana                       | - Defence Force                                                          |
| Burundi                        | - Inter                                                                  |
| Burquina Fasso                 | - Etoile Filante                                                         |
| Camarões                       | - Tonnerre                                                               |
| Costa do Marfim                | - Africa Sports                                                          |
| Egito                          | - Zamalek : campeão do Campeonato Egípcio de Futebol de 1987-88          |
| Gabão                          | - JAC Port-Gentil                                                        |
| Guiné                          | - Horoya                                                                 |
| Guiné-Bissau                   | - Benfica                                                                |
| Guiné Equatorial               | - Elá Nguema                                                             |
| Lesoto                         | - Matlama                                                                |
| Libéria                        | - Mighty Barrolle                                                        |
| Líbia                          | - Al Ittihad                                                             |
| Marrocos                       | - Raja Casablanca                                                        |
| Ilhas Maurícias                | - Fire Brigade                                                           |
| Mali                           | - Djoliba                                                                |
| Madagáscar                     | - COSFAP Antananarivo                                                    |
| Moçambique                     | - Desportivo Maputo                                                      |
| Níger                          | - Zumunta                                                                |
| Nigéria                        | - Heartland                                                              |
| Quênia                         | - Leopards                                                               |
| Ruanda                         | - Mukungwa                                                               |
| República Democrática do Congo | - Vita                                                                   |
| República do Congo             | - Inter Brazzaville                                                      |
| República Centro-Africana      | - Anges                                                                  |
| Senegal                        | - Jeanne d'Arc                                                           |
| Serra Leoa                     | - Mighty Blackpool                                                       |
| Seicheles                      | - Saint Louis Suns United                                                |
| Essuatíni                      | - Mbabane Highlanders                                                    |
| Sudão                          | - Al-Mourada                                                             |
| Tanzânia                       | - Pan African                                                            |
| Tunísia                        | - Esperance                                                              |
| Uganda                         | - Express                                                                |
| Zâmbia                         | - Nkana                                                                  |
| Zimbabwe                       | - Zimbabwe Saints                                                        |

## Rodada preliminar
| Equipe 1                | Total | Equipe 2            | 1.º jogo | 2.º jogo |
| ----------------------- | ----- | ------------------- | -------- | -------- |
| Elá Nguema              | 1–4   | Anges               | 1–0      | 0–4      |
| Mbabane Highlanders     | 4-01  | Pan African         | 2–0      | w/o      |
| Matlama                 | 1–5   | Defence Force       | 0–1      | 1–4      |
| Mighty Blackpool        | w/o2  | Benfica             | —        | —        |
| Saint Louis Suns United | 1–0   | COSFAP Antananarivo | 0–0      | 1–0      |
| Zumunta                 | 1–3   | Étoile Filante      | 0–2      | 1–1      |

1: Pan African abandonou a competição. 

2: Benfica Bissau saiu.

## Primeira Rodada
| Equipe 1          | Total       | Equipe 2                | 1.º jogo | 2.º jogo |
| ----------------- | ----------- | ----------------------- | -------- | -------- |
| Leopards          | 1–1 (g.f)   | Inter                   | 0–0      | 1–1      |
| Desportivo Maputo | 3–3 (g.f)   | Zimbabwe Saints         | 2–2      | 1–1      |
| Djoliba           | 1–0         | Horoya                  | 1–0      | 0–0      |
| ES Sétif          | 1–1 (3–5 p) | Mighty Blackpool        | 1–0      | 0–1      |
| Espérance         | 2–1         | Étoile Filante          | 2–1      | 0–0      |
| Express           | 5–2         | Mbabane Highlanders     | 4–0      | 1–2      |
| Fire Brigade      | 2–0         | Saint Louis Suns United | 1–0      | 1–0      |
| Inter Brazzaville | 4–3         | Petro de Luanda         | 2–1      | 2–2      |
| Heartland         | 4–1         | Mighty Barrolle         | 4–1      | 0–0      |
| JAC Port-Gentil   | 1–1 (5–3 p) | Africa Sports           | 1–0      | 0–1      |
| MC Oran           | w/o1        | Al-Ittihad              | —        | —        |
| Nkana             | 5–2         | Defence Force XI        | 4–1      | 1–1      |
| Raja Casablanca   | 2–1         | Jeanne d'Arc            | 2–0      | 0–1      |
| Tonnerre          | 5–0         | Anges                   | 2–0      | 3–0      |
| Vita              | 6–1         | Mukungwa                | 4–0      | 2–1      |
| Zamalek           | 2–2 (g.f)   | Al-Mourada              | 2–1      | 0–1      |

1 :Al-Ittihad desistiu da competição.

## Oitavas-de-final
| Equipe 1         | Total       | Equipe 2          | 1.º jogo | 2.º jogo |
| ---------------- | ----------- | ----------------- | -------- | -------- |
| Leopards         | 1–3         | Al-Mourada        | 1–0      | 0–3      |
| Heartland        | 3–3 (4–5 p) | Inter Brazzaville | 2–1      | 1–2      |
| Esperance        | 4–5         | MC Oran           | 3–2      | 1–3      |
| Mighty Blackpool | 2–1         | Djoliba           | 2–1      | 0–0      |
| Nkana            | 8–3         | Fire Brigade      | 5–1      | 3–2      |
| Raja Casablanca  | 1–1 (g.f)   | JAC Port-Gentil   | 0–0      | 1–1      |
| Vita             | 2–4         | Tonnerre          | 1–1      | 1–3      |
| Zimbabwe Saints  | 1–1 (4–3 p) | Express           | 0–1      | 1–0      |

## Quartas-de-final
| Equipe 1         | Total | Equipe 2          | 1.º jogo | 2.º jogo |
| ---------------- | ----- | ----------------- | -------- | -------- |
| Al-Mourada       | 1–4   | MC Oran           | 1–0      | 0–4      |
| Raja Casablanca  | 2–1   | Inter Brazzaville | 2–0      | 0–1      |
| Mighty Blackpool | 1–4   | Tonnerre          | 0–1      | 1–3      |
| Zimbabwe Saints  | 1–2   | Nkana             | 0–0      | 1–2      |

## Semifinais[1]
| Equipe 1        | Total | Equipe 2 | 1.º jogo | 2.º jogo |
| --------------- | ----- | -------- | -------- | -------- |
| Nkana           | 3–5   | MC Oran  | 1–0      | 2–5      |
| Raja Casablanca | 4–2   | Tonnerre | 2–0      | 2–2      |

## Final
| Equipe 1        | Resultado | Equipe 2        |
| --------------- | --------- | --------------- |
| Raja Casablanca | 1–0       | MC Oran         |
| MC Oran         | 1–0(2-4p) | Raja Casablanca |

## Campeão
| Liga dos Campeões da CAF 1989 - Campeão |
| --------------------------------------- |
| Marrocos                                |
| Raja Casablanca 1° Titúlo               |